# En mai, fais ce qu'il te plaît
En mai, fais ce qu'il te plaît (Brasil: Viva a França! ) é um filme produzido na França e lançado em 2015, sob a direção de Christian Carion. No Brasil, foi apresentado pela Fênix Filmes no Festival Varilux de Cinema Francês de 2016.

## Produção
A ideia do filme surgiu do êxodo de oito milhões de franceses em maio de 1940, quando o exército alemão invadiu a Bélgica e a França através do maciço das Ardenas. A própria mãe de Christian Carion foi uma das que deixaram suas casas e partiram com poucos meios para escapar dos alemães. Aqueles que o marechal Pétain chamou de "desertores" são, para Carion, "esquecidos pela história oficial" e nem mesmo o cinema lidou muito com eles. O seu trabalho pretendia relembrar esse episódio e, para tanto, para se manter ancorado na verdade histórica, na fase de criação do roteiro utilizou vários testemunhos diretos, recolhidos pessoalmente após fazer um apelo público.

## Recepção
No agregador de críticas Rotten Tomatoes, que categoriza as opiniões apenas como positivas ou negativas, o filme tem um índice de aprovação de 41% com base em 22 comentários dos críticos. Rex Reed, em sua crítica para o Observer disse que é "um filme francês bonito, comovente e iluminador que consegue fazer uma lição de história familiar parecer recentemente observada." Já 
Glenn Kenny no The New York Times foi menos elogioso dizendo que o filme "é sentimental e, pior, esquemático".